# Madame (groupe)
 (mai 2022).
Si vous disposez d'ouvrages ou d'articles de référence ou si vous connaissez des sites web de qualité traitant du thème abordé ici, merci de compléter l'article en donnant les références utiles à sa vérifiabilité et en les liant à la section « Notes et références ».
Pour les articles homonymes, voir Madame (homonymie).
Madame était un groupe rock québécois fondé à Alma en 1981. Installé à Montréal en 1983. Dissolution en 2000.
Le groupe était constitué de :
- Michel Gatignol: chant
- Jacques Marchand : guitares, basse, chœurs (1981-1995)
- Roger Boudreault : guitares, chœurs

Madame a aussi compté dans ses rangs : 
- Danielle Demers : claviers, chœurs (1982-84)
- Robert Bouchard : percussions (1982-83)
- Gilles Leblanc : basse (1985-86)
- Florent Robichaud : basse (1982-83)
- Robert Pelletier : percussions (1983-86)
- Michel Smith : claviers (1984-86)
- Mario Bouchard : basse (1983-85)
- Marc Bonneau : percussions, échantillonnage, chœurs (1986-91)
- Serge Lavoie : basse, chœurs (1987-90)
- Pierre Bazinet : guitare, basse (1991)
- Marc Bérubé : claviers (1991)
- Pierre Veilleux : mellotron (1991)
- Mike Dinardo : batterie, percussions, chœurs (1991-96)
- Daniel Bolduc : guitare (1993-96)
- Jocelyn Therrien : claviers (1997)
- Steve Saint-Pierre : batterie (1997-2000)
- Pascal Bérubé : basse (1995-2000)

On peut aussi apercevoir Luck Mervil comme choriste dans le vidéo clip de "Où est passé Roger".
En 2005, Michel Gatignol a participé, en compagnie de Luce Dufault, Breen LeBœuf et Sébatien Plante, à l'album "Daniel Boum", projet musical conçu par l'auteur-compositeur Alain Simard.
En 2024, Roger Boudreault sort un album éponyme, contenant sept compositions pour guitare classique et réalisé par Laurent Gatignol.
En 2024 sort "Dans la machine", premier album solo de Michel Gatignol, composé et réalisé par FM Le Sieur.

## Discographie
- Mme (1985, Disques Hello) Disponible sur ITunes
- Eldorado (1987, Disques Hello) Disponible sur ITunes
- Wéké! (1991, Audiogram) Disponible sur ITunes
- Ce beau pays (1994, Kébec-Disque)
- Madame chante Dutronc (1997, BMG) Disponible sur ITunes

## Prix et mérites
- Finaliste de l'Empire des Futures Stars CKOI-FM (1983)
- Félix du groupe francophone de l'année, ADISQ (1986)
- Félix du groupe francophone de l'année, ADISQ (1988)